# Mi mundial
Mi mundial, es el séptimo libro del uruguayo Daniel Baldi, es publicado por Editorial Alfaguara, escrito en noviembre de 2010.

## Reseña
«Mi mundial», es un libro infantil, con prólogo del futbolista Diego Lugano, amigo del autor Daniel Baldi. El mismo fue presentado entre ambos ante una multitud de niños en la Intendencia de Montevideo. 
El libro trata de Fernando Torres, su vida, su familia y sus sueños de llegar a un Mundial pasando por las vicisitudes de cualquier muchacho que elige jugar al fútbol. En el camino la pregunta será para Tito, para qué estudiar si ya sabe que su destino será ser jugador de fútbol.

## Película
El 22 de junio de 2017, fue estrenada la película Mi mundial, con dirección de Carlos Morelli. La misma ha sido premiada en el Festival Internacional de cine en Guadalajara con el Premio Secuencia y Estrategia, el de Postproducción de sonido y el de Posproducción de imagen. Además de haberse presentado en el Festival de Cannes donde recibió muy buena crítica.
Se trata de un proyecto apoyado por la Fundación Celeste, AUF, Organización Nacional de Fútbol Infantil (ONFI) y Óscar Washington Tabárez. Fue declarado de interés por la Intendencia de Colonia, el ministerio de Educación y Cultura y el ministerio de Turismo.